# Banguela Records
Banguela Records foi um selo fonográfico da gravadora Warner Music Brasil criada por integrantes da banda Titãs e pelo produtor Carlos Eduardo Miranda no início dos anos 1990 e que foi responsável pelo lançamento de algumas das principais bandas de rock brasileiro do período, seja através de álbuns próprios, seja por coletâneas. O selo durou apenas 2 anos (de 1994 a 95), sendo que em 1995 teve seu trabalho continuado pelo selo Excelente Discos da gravadora Polygram.
Dos discos lançados pelo selo, dois (Raimundos dos Raimundos e Samba Esquema Noise do Mundo Livre S/A) foram listados entre os 100 maiores discos da música brasileira pela revista Rolling Stone Brasil.
O selo foi encerrado em 1995. Na época, o então baterista dos Titãs, Charles Gavin, explicou:
| “ | O Banguela não deveria interferir nos negócios dos Titãs com a Warner. Mas sempre interferiu. Chegou num ponto em que realmente abalou nossa relação com a gravadora. O maior erro foi querer ajudar todo mundo. Depois de dois anos, a gente tinha mais de 50 bandas no selo. A Warner deu um toque preciso: 'Vocês têm mais gente que nós. Estão loucos'. Mas a Warner não distribuiu bem, nem deu a atenção necessária para as bandas do selo. Depois de ser arrastado para uma troca de acusações com a Warner, a gente resolveu botar o Banguela para dormir. | ” |

Em 2015 o jornalista Ricardo Alexandre lançou o documentário Sem Dentes: Banguela Records e a turma de 94 contando a história da mesma.

## Discos lançados pelo selo
- Raimundos (Raimundos, 1994)[7]
- Samba Esquema Noise (Mundo Livre S/A, 1994)[8]
- Lírou Quêiol en de Méd Bârds (Little Quail and The Mad Birds, 1994)[9]
- Con el mundo a mis pies (Kleiderman, 1994)[10]
- Maskavo Roots (Maskavo, 1995)[11]
- Coisa de Louco II (Graforréia Xilarmônica, 1995)[12]
- !Pravda (!Pravda, 1995)[13]
- Línguachula (Línguachula,1995)[14]
- Alface (coletânea de bandas de Curitiba, 1995)[15]
- Pircorócócór (coletânea de bandas do interior paulista, 1995 )[16]
- Segunda Sen Ley (coletânea de 18 bandas de Porto Alegre onde se destaca o lançamento de Jupiter Maçã, 1995)[17]
- Beerock (Party Up, 1995)[18]
- O Último Dente - Banguela Hits (coletânea com os maiores sucessos do selo, 1995)[19]